# Vestistiloides
Vestistiloides (лат.) — род равнокрылых насекомых из семейства горбаток (Membracidae). Неотропика.

## Распространение
Встречаются в Южной и Центральной Америке: Аргентина, Боливия, Бразилия, Колумбия, Коста-Рика, Эквадор, Гватемала, Гайана, Мексика, Никарагуа, Панама, Перу и Суринам.

## Описание
Длина тела менее 1 см. Род отличается от других родов трибы тем, что первая дисковидная ячейка переднего крыла яйцевидная (в отличие от четырехугольной у Vestistilus), а у самца боковые пластинки удлинённые, с зубцом на заднем крае, косо и вниз выступающим. В оригинальном описании рода нет изображений признаков, отличающих этот род от Vestistilus. Копп и Йонке (1979) проиллюстрировали пять видов Vestistilus (два из которых в настоящее время находятся в Vestistiloides: V. nigrovittatus и V. variabilis); на иллюстрациях зубец боковых пластинок всех видов был косо и вниз спроецирован, включая виды, которые Андраде (2003) сохранил в Vestistilus. Тем не менее, у V. nigrovittatus и V. variabilis зубец также изогнут вниз, с вершиной, направленной вниз, а у остальных видов Vestistilus зубец изогнут вверх, с вершиной, направленной вверх. Этот последний признак вместе с яйцевидной первой дисковидной ячейкой являются основными различиями между Vestistiloides и Vestistilus.

## Классификация
6 видов.
- Vestistiloides concinnus (Fowler, 1895)
- Vestistiloides distinctus (Andrade, 1989)[6]
- Vestistiloides nigrovittatus (Fowler, 1895)
- Vestistiloides nitidalis (Buckton, 1902)
- Vestistiloides uncicornis (Fowler, 1895)
- Vestistiloides variabilis (Fowler, 1895)